# فالجرانيت
فالجرانيت المعروف أيضًا باسم منجم تانامي، هو منجم ذهب في صحراء تانامي في الإقليم الشمالي لأستراليا. شغل من قبل مؤسسة نيومونت للتعدين منذ عام 2002. المنجم حوالي 540 كـم (340 ميل) شمال غرب أليس سبرينغز.

## تاريخ
كان أول شخص أوروبي يعثر على الذهب في صحراء تانامي ويتعرف عليه هو آلان ديفيدسون الذي وصل إلى المنطقة عام 1898 واستمر في التنقيب حتى عام 1901. أخذ اسم تانامي للمنطقة من السكان الأصليين المحليين الذين زاروا معسكره. وقال عند الاستفسار علم أن الاسم الأصلي للحفر الصخرية التي حصل الحزب منها على الماء هو تانامي وأنهم لم يمتوا قط. عرض ديفيدسون عينات الذهب على هؤلاء السكان الأصليين الذين تعرفوا عليها ووصفوا حشود من الأحجار المماثلة في الشرق إلى جانب جدول كبير يحتوي على الكثير من الماء والأسماك. قالوا هذا كان نوم يومين إلى الجنوب الشرقي.